# Robert Antonín
Robert Antonín (* 4. května 1977, Svitavy) je český historik zabývající se dějinami vrcholného středověku ve střední Evropě, speciálně pak česko-polskými vztahy.
V letech 1996–2002 vystudoval obor historie-filozofie na Filozofické fakultě Masarykovy univerzity v Brně. V letech 2002 až 2008 absolvoval doktorské studium na Historickém ústavu FF MU. Mezi lety 2005 a 2011 zde pracoval jako výzkumný pracovník Výzkumného střediska pro dějiny střední Evropy. V roce 2008 se stal odborným asistentem na Ústavu historických věd Filozoficko-přírodovědecké fakulty Slezské univerzity v Opavě, kde působil do r. 2013. Od roku 2013 pak pracuje na katedře historie Filozofické fakulty Ostravské univerzity, kde nyní působí jako děkan. V roce 2015 byl jmenován docentem. V roce 2025 byl jmenován profesorem. 
Je výkonným redaktorem časopisu Acta historica Universitatis Silesianae Opaviensis. Od roku 2009 je výkonným redaktorem Časopisu Slezského zemského muzea, řada B. Je autorem (a spoluautorem) několika knih a většího množství článků zabývajících se především dějinami za vlády posledních Přemyslovců. Svou knihou Zahraniční politika krále Václava II. v letech 1283–1300 zásadním způsobem obohatil české historické bádání.

## Publikace
- Čeští králové. Praha ; Litomyšl : Paseka, 2008. 583 s. ISBN 978-80-7185-940-6. (spoluautor)
- Encyklopedie českých dějin : osobnosti, fakta a události, které utvářely naši historii. Praha : Reader’s Digest Výběr, 2008. 520 s. ISBN 978-80-86880-65-5. (spoluautor)
- Zahraniční politika krále Václava II. v letech 1283–1300. Brno : Matice moravská 2009. 304 s. ISBN 978-80-86488-63-9.
- Panovnické vjezdy na středověké Moravě. Brno : Matice moravská, 2009. 336 s. ISBN 978-80-86488-53-0. (spoluautor Tomáš Borovský)
- České země za posledních Přemyslovců. I. díl (1192-1253), Cestou proměny společnosti k vrcholně středověké monarchii. Praha : Libri, 2012. 431 s. ISBN 978-80-7277-446-3.
- Ideální panovník českého středověku. Praha : Nakladatelství Lidové noviny, 2013. 400 s. ISBN 978-80-7422-239-9.